# Grad (gmina Cerklje na Gorenjskem)
Grad – wieś w Słowenii, w gminie Cerklje na Gorenjskem. W 2018 roku liczyła 250 mieszkańców.